# Jean Charles Blanc
Pour les articles homonymes, voir Blanc (homonymie).
 (juillet 2025).
La mise en forme du texte ne suit pas les recommandations de Wikipédia : il faut le « wikifier ».
Les points d'amélioration suivants sont les cas les plus fréquents. Le détail des points à revoir est peut-être précisé sur la page de discussion.
- Les titres sont pré-formatés par le logiciel. Ils ne sont ni en capitales, ni en gras.
- Le texte ne doit pas être écrit en capitales (les noms de famille non plus), ni en gras, ni en italique, ni en « petit »…
- Le gras n'est utilisé que pour surligner le titre de l'article dans l'introduction, une seule fois.
- L'italique est rarement utilisé : mots en langue étrangère, titres d'œuvres, noms de bateaux, etc.
- Les citations ne sont pas en italique mais en corps de texte normal. Elles sont entourées par des guillemets français : « et ».
- Les listes à puces sont à éviter, des paragraphes rédigés étant largement préférés. Les tableaux sont à réserver à la présentation de données structurées (résultats, etc.).
- Les appels de note de bas de page (petits chiffres en exposant, introduits par l'outil «  Source ») sont à placer entre la fin de phrase et le point final[comme ça].
- Les liens internes (vers d'autres articles de Wikipédia) sont à choisir avec parcimonie. Créez des liens vers des articles approfondissant le sujet. Les termes génériques sans rapport avec le sujet sont à éviter, ainsi que les répétitions de liens vers un même terme.
- Les liens externes sont à placer uniquement dans une section « Liens externes », à la fin de l'article. Ces liens sont à choisir avec parcimonie suivant les règles définies. Si un lien sert de source à l'article, son insertion dans le texte est à faire par les notes de bas de page.
- La présentation des références doit suivre les conventions bibliographiques. Il est recommandé d'utiliser les modèles {{Ouvrage}}, {{Chapitre}}, {{Article}}, {{Lien web}} et/ou {{Bibliographie}}. Le mode d'édition visuel peut mettre en forme automatiquement les références.
- Insérer une infobox (cadre d'informations à droite) n'est pas obligatoire pour parachever la mise en page.

Pour une aide détaillée, merci de consulter Aide:Wikification.
Si vous pensez que ces points ont été résolus, vous pouvez retirer ce bandeau et améliorer la mise en forme d'un autre article.
Jean Charles Blanc (alias Safid) né en 1942, est photographe, écrivain, peintre, éditeur.

## Biographie
Au tout début il y a les voyages et la photo. Alors qu’il étudie le chinois à l’Institut national des langues et civilisations orientales de Paris en 1963, Jean Charles Blanc part vers l’Inde, par la route avec un Leica d’occasion. La traversée de l’Afghanistan fut un éblouissement. Mais ses premiers essais photographiques furent un échec. L’appareil avait pris le jour. Ce voyage fut initiatique. Se frotter à d’autres mondes et cultures, s’acculturer et garder l’esprit nomade. Après des années de périples et séjours au Moyen-Orient, en Iran, en Inde, il se pose pendant deux ans en Afghanistan. 
De retour en France, travaille dans l’édition. En 1976 publie une approche ethnographique de l’Afghanistan et un essai photographique sur l’art populaire. 1978 , sixième et dernier séjour en Afghanistan. La même année, traversée des États-Unis. En 1980, au moment où les pays parcourus s’enfoncent dans la guerre et les révolutions, Jean Charles Blanc se tourne vers une pratique artistique avec le polaroid SX70. Pour lui, par son automatisme, cette technique signe la fin de l’Histoire des procédés de la photographie argentique. 
Claude Stefani, conservateur du Musée Hèbre, parle de Jean Charles Blanc dans ces termes : 

## Quelques œuvres
1. Land escapes, Galerie Édouard Totah, London, 1981 : manipulation des polaroids dans une manière néo-impressionniste où sous l’image photo se cache la peinture
2. XII Biennale de Paris, 1982[1]
3. B Wanted, Galerie Samia Saouma, Paris 1983[2],[3],[4] : réalise des tableaux recto-verso, associant photo et peinture qui sont mis en espace  puis reproduits et agrandis sous la forme de longs photo-peints
4. PS 1 (NY) 1984, Centre Georges Pompidou (1985)[5]
5. The Real Big Picture, The Queens Museum, NY (1986)
6. Gallery Pace Mac Gill, NY, 1986[6]
7. 42ème Biennale de Venise, 1986[7]
8. Le coquin des Marquises, Musée des Beaux Arts de Chartres, Chartres 1987
9. Tableau en un acte, au Musée du théâtre d’ombre Kwok on, Paris 1989[8]
10. Retour à la case départ, Musée d’art contemporain et de l’image – Epinal[9] : présentation de l’artiste inconnue, Jessie Bee
11. Galerie Antoine Candau, Paris, 1991 suivi de  Gauguin’s daughter à la Gallery Arline Lederman, New York 1991[10]
12. Musée Léon Dierx, Saint Denis de la Réunion 1993[11] : voyage à la Réunion, à propos de la fille de Gauguin
13. Curios et Mirabilia, créé par Jean-Hubert Martin 1993[12] : Treecycle
14. City Art Gallery, Auckland (Nouvelle-Zélande) 1995[13] :  White Spirit – Jessie Bee’s centennial, accompagne l’exposition Gauguin : Pages from the Pacific
15. Musée Matisse du Cateau-Cambrésis, Cateau-Cambrésis 1998 : l’atelier de Jessie Bee, accompagne l’exposition Matisse à Tahiti
16. Musée d’ethnographie de Neuchâtel, Neuchâtel 1998[14] : des objets de ses collections sont exposés dans Derrière les images
17. La maison de Marthe, XIIème Biennale des pays méditerranéens, Alexandrie 1999[15]
18. Les roses noires de Bamiyan, Château de Simiane la Rotonde (2002) et Institut France, Kaboul (2004)
19. D’autres immémoriaux, Musée Henri Martin, Cahors 2006
20. Sur la route afghane, Rencontres de la photographie, Arles 2016
21. Dernière séance, Musée Henri Martin, Cahors 2010
22. La Montagne Baroque, Galerie Omnius, Arles 2016 : réalisation du retable mémoriel de Potosi : la Montagne Baroque
23. Trois contes, Musée Hèbre, Rochefort-sur-mer 2022 : Trois contes, retour sur trois voyages : l’afghan, l’océanien, l’amérindien

## Sources
1. ↑  Carole Naggar, 7 manières de photographier, cat. XII éme Biennale, Paris, 1982
2. ↑  Marie Luise Syring, Erweiterte photographie, DU, avril 1984
3. ↑  Michel Nuridsany, « JCB entre l’archéologie et la magie », Le Figaro,‎ 29 novembre 1983
4. ↑  Régis Durand, « La nécessité des images fixes », Art Press, no 89,‎ février 1985
5. ↑  Alain Sayag, La photographie contemporaine en France (Centre Georges Pompidou), Paris, 1985
6. ↑  Julia Ballerini, (sub)versions of photography in the 80s, Aperture, 1989
7. ↑  Régis Durand, Constructions et fictions : catalogue de la Biennale, Paris, 1986
8. ↑  Denis Baudier, « Le mythe de Gauguin aux Marquises », Art Press, no 135,‎ avril 1989
9. ↑  Michel Giroud, « L’ile aux trésors : un roman-photo de JCB », Kanal, no 5,‎ février 1990
10. ↑  Vivian Gaynor, « Hanky-Panky within Hanky-Panky : In the spirit of Duchamp », New York Times,‎ 8 décembre 1991
11. ↑  Auberge Cheval Blanc correspondance avec François Cheval, St Denis de la Réunion, éditions du musée Léon Dierx, 1993
12. ↑  Curios et Mirabilia : Le Château d’Oiron, éditions du Patrimoine, 2000
13. ↑  Keith Stewart, « Arrogance of French work sinks spirits », Sunday Star-Times, Auckland (N-Z),‎ 24 septembre 1995
14. ↑  Jean Charles Blanc, Image, Mirage, Maigre, Magie, 1998
15. ↑  Bernard Huin, Une maison sans images est une maison sans fenêtres, 1999